# الطبقات الاجتماعية في إيران
تقسم الطبقات الاجتماعية في إيران إلى الطبقة العليا والطبقة المتوسطة المالكة والطبقة المتوسطة المأجورة والطبقة العاملة والمزارعين المستقلين والعاملين المأجورين في المناطق الريفية. ويقسم مصدر أحدث الطبقات الاجتماعية في إيران إلى الطبقة العليا والمتوسطة (نحو 32٪ من السكان في عام 2000)، والطبقة العاملة (نحو 45٪ من القوى العاملة)، والطبقة الدنيا. قال الرئيس الإيراني السابق محمود أحمدي نجاد إن 60% من ثروات بلاده يتحكم بها 300 شخص فقط في إيران. بلغ معامل جيني 0.38 في عام 2010 وسجّل مؤشر التنمية البشرية قيمة 0.749 في عام 2013.
كان إنهاء وجود الطبقات الاجتماعية من الأهداف الرئيسية للثورة الإيرانية. في الحقبة التي أعقبت الثورة، ظل الوصول إلى السلطة السياسية، والذي كان أساسًا مهمًا لقياس نفوذ ووضع طبقة النخبة في إيران قبل الثورة، مهمًا لكسب المكانة الاجتماعية، بالرغم من تغير تركيبة النخبة السياسية. طوال 10 سنوات بعد عام 1979، اعتمد الانضمام إلى طبقة النخبة السياسية على المستوى الوطني أو مستوى المقاطعات على الوثائق الثورية، أي تقديم الأدلة على المشاركة في المظاهرات وغيرها من الأنشطة الثورية في عامي 1978-1979، وأن يُرفع الشخص بكونه مسلمًا صالحًا، أي أنه يحضر الصلوات العامة ويراعي قواعد السلوك الإسلامية في حياته الخاصة. قلّت أهمية المشاركة الثورية عند أبناء الجيل الذي نضج بعد أوائل التسعينيات. وصار التعليم ونيل الشهادة الجامعية بشكل خاص، بديلاً غير رسمي عن الانخراط في الثورة.

## الطبقة العليا
يدفع الأثرياء الذين يشكلون نسبة العشرة في المئة الأعلى دخلًا في المجتمع الإيراني نحو 3٪ من إجمالي ضريبة الدخل. أما في الولايات المتحدة، يدفع العشرة في المئة الأكثر ثراءً أكثر من 70٪ من إجمالي ضريبة الدخل (مليارديرات الولايات المتحدة مجتمعين أكثر ثراءً من نظرائهم الإيرانيين). ضمت الطبقة العليا بعد الثورة بعض الفئات الاجتماعية من النخبة القديمة، مثل كبار مُلّاك الأراضي والصناعيين والممولين والتجار. هاجر معظم هؤلاء من إيران وصادرت الدولة أصولهم. وبقيت أقلية من الطبقة العليا قبل الثورة تعمل وتعيش داخل إيران. لم يشغل معظمهم  مناصب سياسية نافذة. ذوو النفوذ السياسي هم كبار رجال الدين والبيروقراطيون رفيعو المستوى والمسؤولون التنفيذيون في الشركات العامة والخاصة والمؤسسات الخيرية ورجال الأعمال الأثرياء. لم يكن أي من هؤلاء في فئة النخبة الاقتصادية والاجتماعية قبل الثورة. لينضم المرء إلى النخبة السياسية بعد الثورة، فإن الاشتهار بالتقوى والولاء لمُثُل الثورة أهم من الانتماء لأسرة رفيعة أو امتلاك الثروة. حصل أصحاب المناصب السياسية الهامة على رواتب سخية ما جعلهم من أصحاب الدخل العالي وأتاح لهم الكثير من فرص الثراء المشروعة. شُجع أبناء النخبة الجديدة على متابعة التعليم الجامعي وبعد الجامعي وصار التعليم الجامعي وشهادات الدراسات العليا من الجامعات الأجنبية رمزًا للمكانة منذ منتصف التسعينيات. غيرت هذه الاتجاهات الاجتماعية تدريجياً وبشكل غير رسمي معايير الانخراط في النخبة السياسية: أصبح امتلاك الشهادة الجامعية والعلاقات مع عائلة دينية أو ثورية بارزة أمرًا هامًا للمنافسة على المناصب السياسية النافذة. وفي عام 2016، قُدر أن نحو ثلاثة ملايين شخص في إيران يملكون أكثر من مليار تومان (270,000 دولارًا)، وأن 32000 شخص هم من «أصحاب الثروات الكبيرة» بقيمة ثروة صافية تبلغ 3 ملايين دولارًا. يملك 1300 مليونيرًا أصولًا صافية تقدر بنحو 10 ملايين دولارًا أو أكثر، وهناك أربعة مليارديرات.
قال الرئيس الإيراني آنذاك محمود أحمدي نجاد إن 60% من ثروات بلاده تخضع لتحكم 300 شخص فقط في إيران (من أصل 80 مليون نسمة في عام 2016). الإيرانيون الأثرياء والشركات والمشترون المدعومون من قبل الدولة سينفقون ما يصل إلى 8.5 مليار دولار في شراء العقارات في الخارج على مدى السنوات الخمس أو العشر المقبلة (2016).

## الطبقة المتوسطة
لم تتغير تركيبة الطبقة المتوسطة في إيران بعد الثورة بشكل كبير، لكن نسبتها إلى عدد السكان تضاعفت من نحو 15% في عام 1979 إلى أكثر من 32% في عام 2000.
ظلت بعض الفئات الاجتماعية قبل الثورة قابلة للتحديد، بما فيها رجال الأعمال وتجار الأسواق والأطباء والمهندسون وأساتذة الجامعات ومديرو المشاغل الخاصة والعامة وموظفو الخدمات المدنية والمعلمون ومُلّاك الأراضي متوسطو المستوى والضباط العسكريون المبتدئون والمراتب المتوسطة من رجال الدين الشيعة. ظهرت مجموعات جديدة أيضًا، منها الفنيون في المجالات المتخصصة مثل الاتصالات وأجهزة الكمبيوتر والإلكترونيات والخدمات الطبية، وأصحاب المصانع الصغيرة التي توظف أقل من 50 عاملاً، وأصحاب شركات البناء وشركات النقل، والموظفون العاملون في البث ووسائل الإعلام المطبوعة. حصل التجار، وخاصة أولئك الذين تربطهم صلات بمنظمات تجار السوق، بالرغم من وجود متاجرهم فعليًا خارج الأسواق التقليدية المسقوفة، تمكنوا من الوصول إلى السلطة السياسية التي افتقروا إليها قبل الثورة.
لم يزُل الانقسام الثقافي الذي كان قبل الثورة بين أفراد الطبقة المتوسطة أصحاب الرؤية العلمانية من جهة، والذين شددوا على دور الدين في الحياة العامة والخاصة من جهة أخرى. لكن منذ عام 1979، انعكست العلاقة السياسية بين هذين الرأيين المتناقضين. فبينما حاولت الدولة في ظل النظام الملكي حصر الدين في المجال الخاص، عززت الجمهورية الإسلامية الدين في الحياة العامة بشكل مقصود. يستاء الإيرانيون ذوو التوجه العلماني من الدور المهيمن للرؤية الدينية في السياسة والمجتمع، وتجلياته في القوانين واللوائح التي يرون أنها تتدخل في حياتهم الشخصية. تتواجد الفجوة بين العلمانية والدينية في جميع الفئات المهنية، لكن المنادين بالقيم الدينية والمراسم العامة للصلاة والشعائر الدينية أكثر تمركزًا في الأسواق وبين القوات الأمنية والمواقع الإدارية في البيروقراطيات مقارنة بمجالات العمل والمهن الأخرى.

## الطبقة العاملة
كانت الطبقة العاملة الصناعية الحضرية، المنفصلة عن طبقة الحرفيين التقليدية في المدن، في طور النشوء من أوائل القرن العشرين. وفرت برامج تصنيع على يد شاهات الدولة البهلوي دفعًا لتوسيع هذه الفئة. بحلول أوائل سبعينيات القرن الماضي، ظهرت هوية مميزة للطبقة العاملة باسم «كارغار»، مع أن الذين أطلقوا هذا المصطلح على أنفسهم لم يشكلوا مجموعة واحدة. وإنما قسمت الطبقة العاملة وفقًا  للقطاعات الاقتصادية: صناعة النفط والتصنيع والبناء والنقل. كان الكثير من أفراد الطبقة العاملة من الميكانيكيين. لكن العنصر الأكبر هو عمال المصانع، الذين بلغوا نحو 2.5 مليون عشية الثورة، أي ضعف عددهم في عام 1965، وهو ما يمثل 25% من إجمالي القوى العاملة في إيران.
منذ عام 1979، نمت الطبقة العاملة الحضرية، وبحلول أوائل العقد الأول من القرن العشرين، شكلت أكثر من 45% من القوة العاملة المستخدمة. وكما كان الوضع قبل الثورة، لم يتشارك العمال في أي مهنة هويةً واحدة بل انقسموا تبعًا لمهاراتهم. فمثلًا، حصل عمال البناء المهرة كالنجارين والكهربائيين والسبّاكين على أجور أعلى بكثير من العمال غير المهرة الأكثر عددًا. كانت الاختلافات المماثلة شائعة بين العاملين في صناعة النفط والتصنيع. ما يقدر بنحو 7% من جميع العمال كانوا لاجئين أفغان في أوائل القرن الحادي والعشرين. تركز هؤلاء العمال في وظائف لا تتطلب مهارة، وخاصة في مجال البناء.

## الطبقة الدنيا
تشكل الطبقة العاملة جزءًا من الطبقة الحضرية الدنيا، يُسمى هؤلاء (المستضعفون)، وهي طبقة اجتماعية تضم العائلات التي يضعها دخلها الأسري فوق خط الفقر الرسمي بشكل هامشي أو عنده أو أدنى منه. في المدن التي يزيد عدد سكانها عن 250000 نسمة، تشكل الطبقة الدنيا ما بين 40% إلى 50٪ من إجمالي السكان. نسبة الطبقة الدنيا أقل في المدن الأصغر (من 50000 إلى 250000 نسمة) والبلدات. في عام 2010، أعلنت دائرة الإحصاء الإيرانية أن نحو عشرة ملايين إيرانيًا يعيشون تحت خط الفقر المطلق وأن 30 مليونًا يعيشون تحت خط الفقر النسبي.